# Columba palumbus
La paloma torcaz o simplemente torcaz (Columba palumbus) es una especie de ave columbiforme de la familia Columbidae muy extendida en la Europa templada, el norte de África y Oriente Medio. 

## Descripción

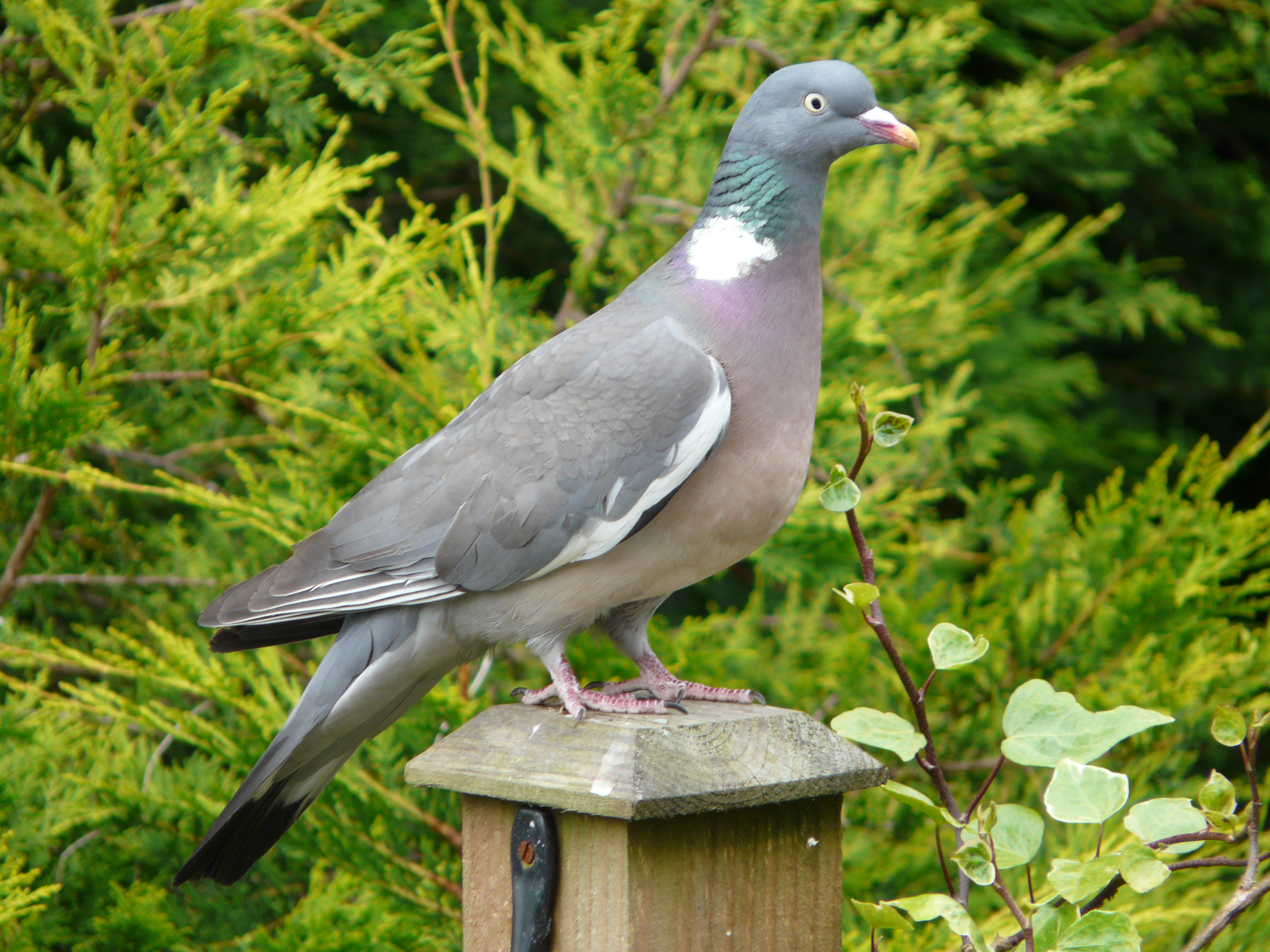
Ejemplar en Reino Unido.

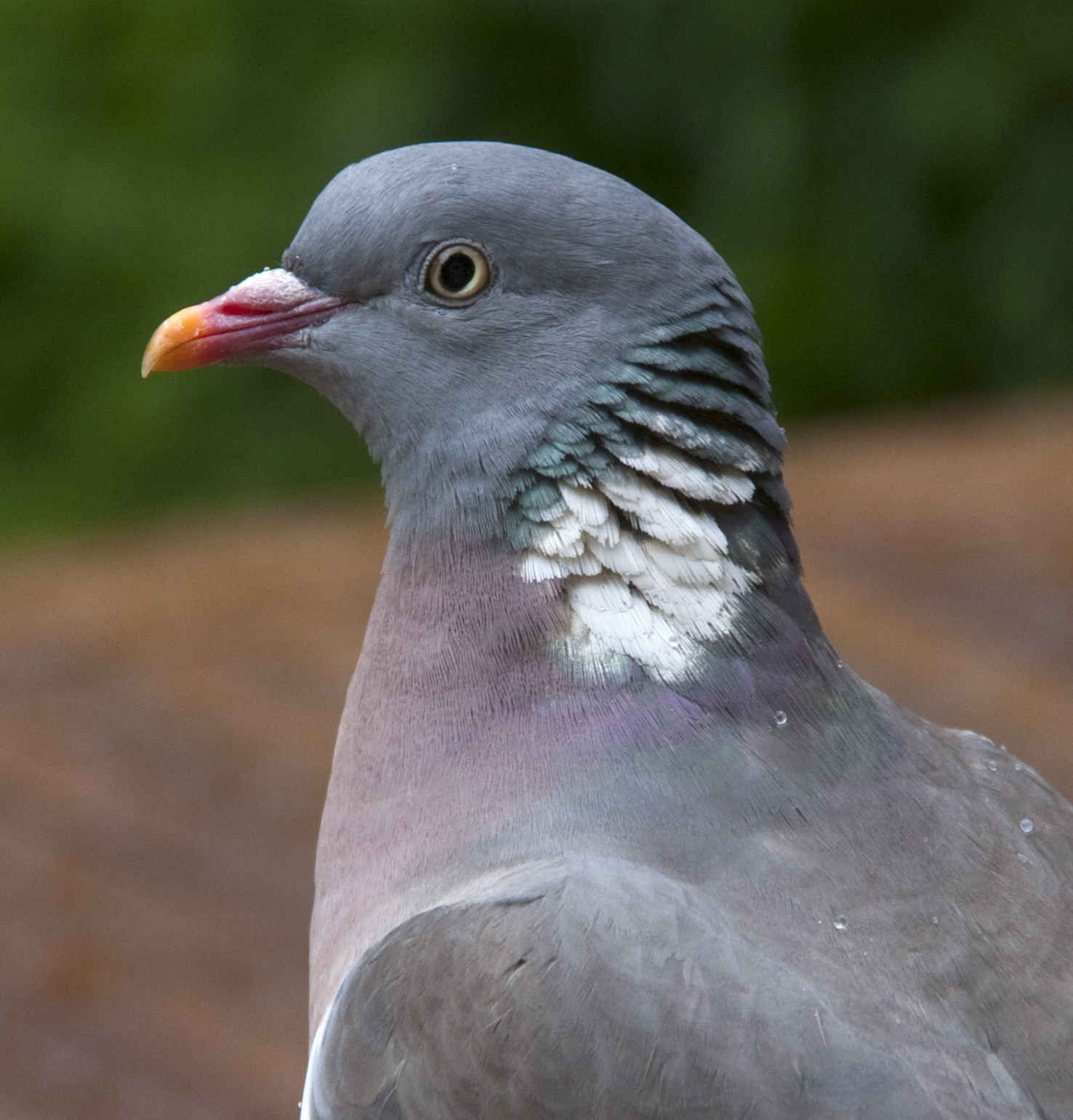
Las torcaces pueden diferenciarse fácilmente por las manchas blancas de su cuello.

La paloma torcaz es la mayor de las palomas presentes en Europa,  mide entre 38 y 44,5 cm de largo y pesa de 300 a 615 g. Es una paloma robusta, con la cabeza proporcionalmente pequeña en relación con el cuerpo y tiene las alas y cola más largas que las demás palomas europeas. Presenta una envergadura alar de 68 a 80 cm y una cuerda máxima de entre 24 y 25,4 cm; y su cola mide de 13,8 a 15 cm. Se caracterizan por las inconfundibles manchas blancas que presentan a ambos lados del cuello y una franja también blanca en la parte superior de cada ala, muy visible cuando el ave vuela. Su plumaje en general es gris, azulado en la cabeza, y algo parduzco en el dorso y un poco más claro en sus partes inferiores, aunque en el pecho es de tonos vinosos. Presenta irisaciones verdes en el cuello, sus plumas primarias y plumas secundarias son negras, y su cola termina también en una banda negra. Su pico tiene la base rosada y la punta amarilla anaranjada, y mide entre 1.9 y 2,2 cm, y además en la parte superior presenta una cera blanquecina. Tiene las patas rojizas, con unos tarsos de 2,5 a 2,8 cm. El iris de sus ojos es amarillento. Ambos sexos tienen un aspecto similar, si bien los ejemplares jóvenes presentan tonos parduscos y carecen de manchas blancas en el cuello.

### Canto
Su canto consiste en un arrullo grave, similar al ulular de los búhos, que está compuesto por cinco sílabas características: (ouú-cuú-cuu-cuu-cuu).

## Taxonomía y etimología

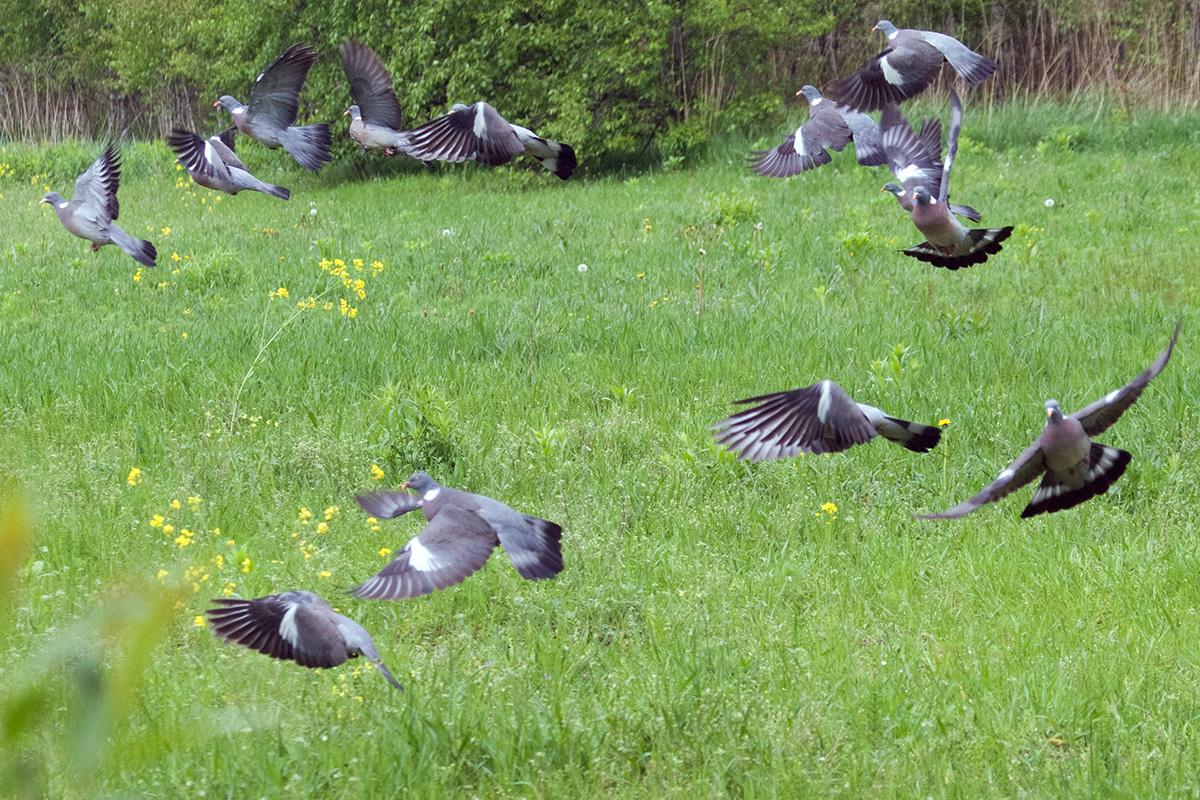
En vuelo muestran la lista blanca de sus alas.

La paloma torcaz fue descrita científicamente por Linneo en 1758, en la décima edición de su obra Systema naturae, con su nombre científico actual, Columba palumbus.
Se reconocen cinco subespecies de paloma torcaz, una de ellas extinta:
- Columba palumbus azorica Hartert, 1905 - ocupa las en las islas Azores;
- Columba palumbus casiotis (Bonaparte, 1854) - se encuentra del sureste de Irán hasta Nepal;
- Columba palumbus iranica (Zarudny, 1910) - se extiende del sur de Irán hasta Turkmenistán;
- Columba palumbus maderensis † Tschusi, 1904 - habitaba en Madeira;
- Columba palumbus palumbus Linnaeus, 1758 - subespecie nominal que se extiende de Europa occidental y el norte de África hasta Siberia e Irak.

La etimología de sus nombres científico y común procede del latín. Columba es la palabra latina que significa «paloma», y su nombre específico es otra palabra latina, palumbus, que significa exactamente «paloma torcaz». Curiosamente esta última palabra originaría el apelativo genérico «paloma» en castellano, lo que parece indicar que antiguamente las palomas torcaces eran las palomas más abundantes, no las bravías. Por su parte, el resto de su nombre común «torcaz» también proviene del latín, en concreto de la palabra torques «collar», en referencia a las manchas blancas de su cuello que a veces lo asemejan.

## Distribución y hábitat

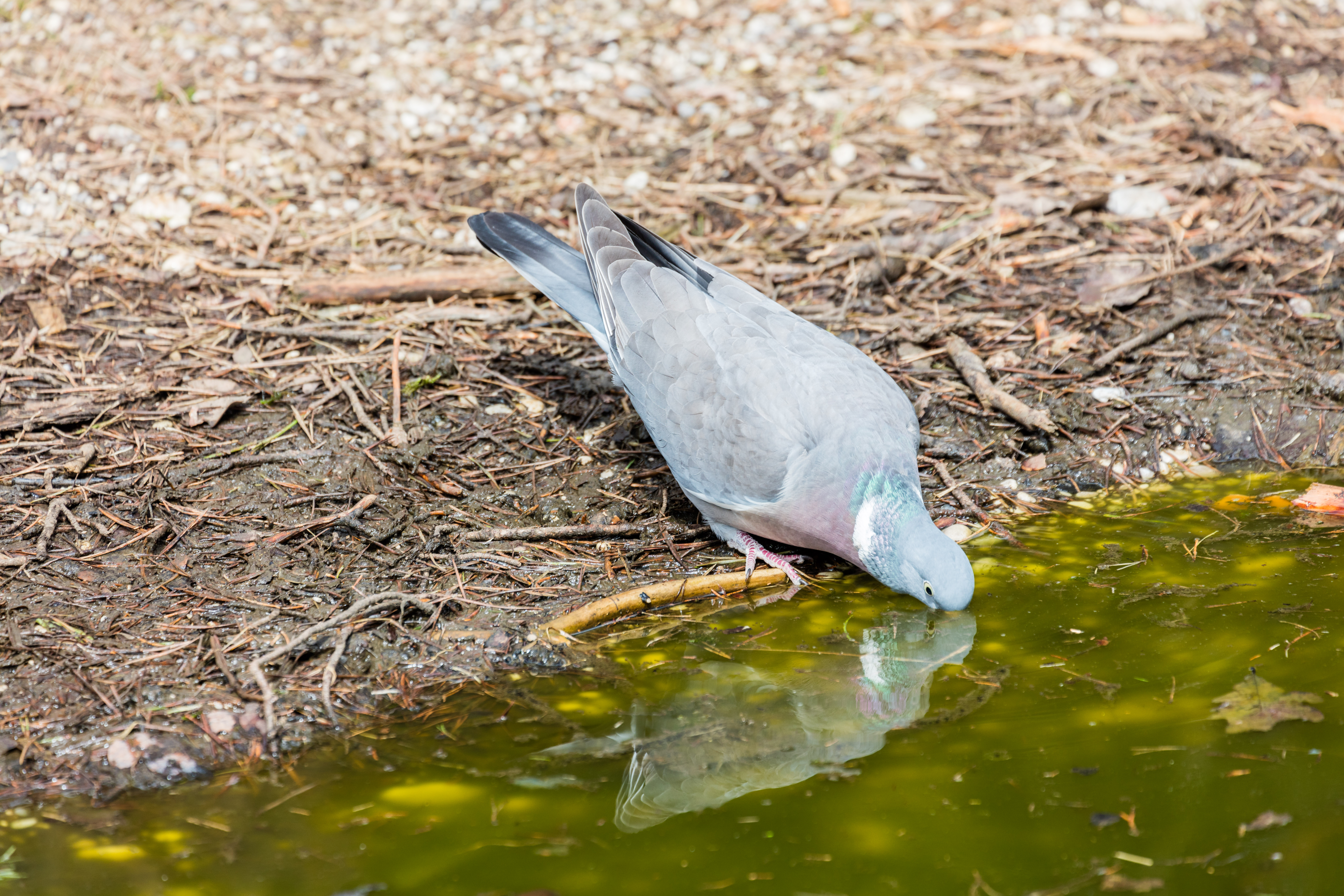
Las torcaces habitan cerca de alguna fuente de agua.

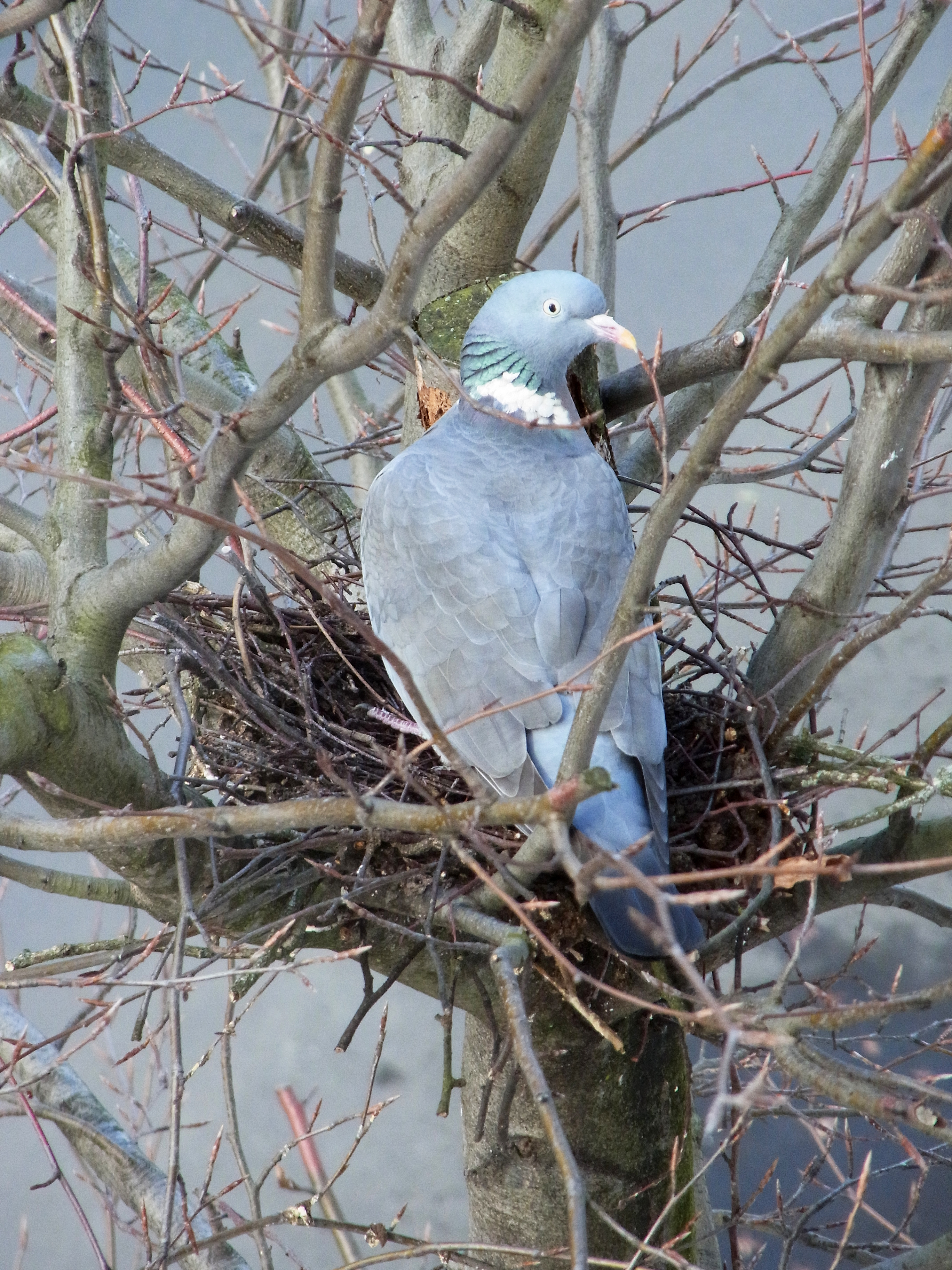
Las torcaces anidan en las ramas de los árboles.

Se extiende por la mayor parte de Europa, Asia occidental y el norte de África. Es un migrador parcial, las poblaciones de Europa meridional y occidental, así como las del norte de África y Oriente medio son sedentarias, pero las que crían en las regiones más frías de Europa central y oriental y en parte de las regiones de Asia occidental migran al sur en invierno. Tiene preferencia por los bosques, zonas arboladas, bosques de ribera, y en su defecto zonas adehesadas, aunque acude a los prados a alimentarse cuando el alimento escasea. También puebla los jardines urbanos arbolados.
En la península ibérica suelen ser sedentarias, aunque también realizan desplazamientos locales, y se recibe a gran parte de los millones de torcaces del centro y norte de Europa que en otoño se presentan para la invernada, a través de los pasos tradicionales del Pirineo vasconavarro y utilizando dormideros igualmente tradicionales que se encuentran en su gran mayoría en terrenos llanos, en encinares y alcornocales preferentemente, así como en pinares y demás bosques.

## Comportamiento

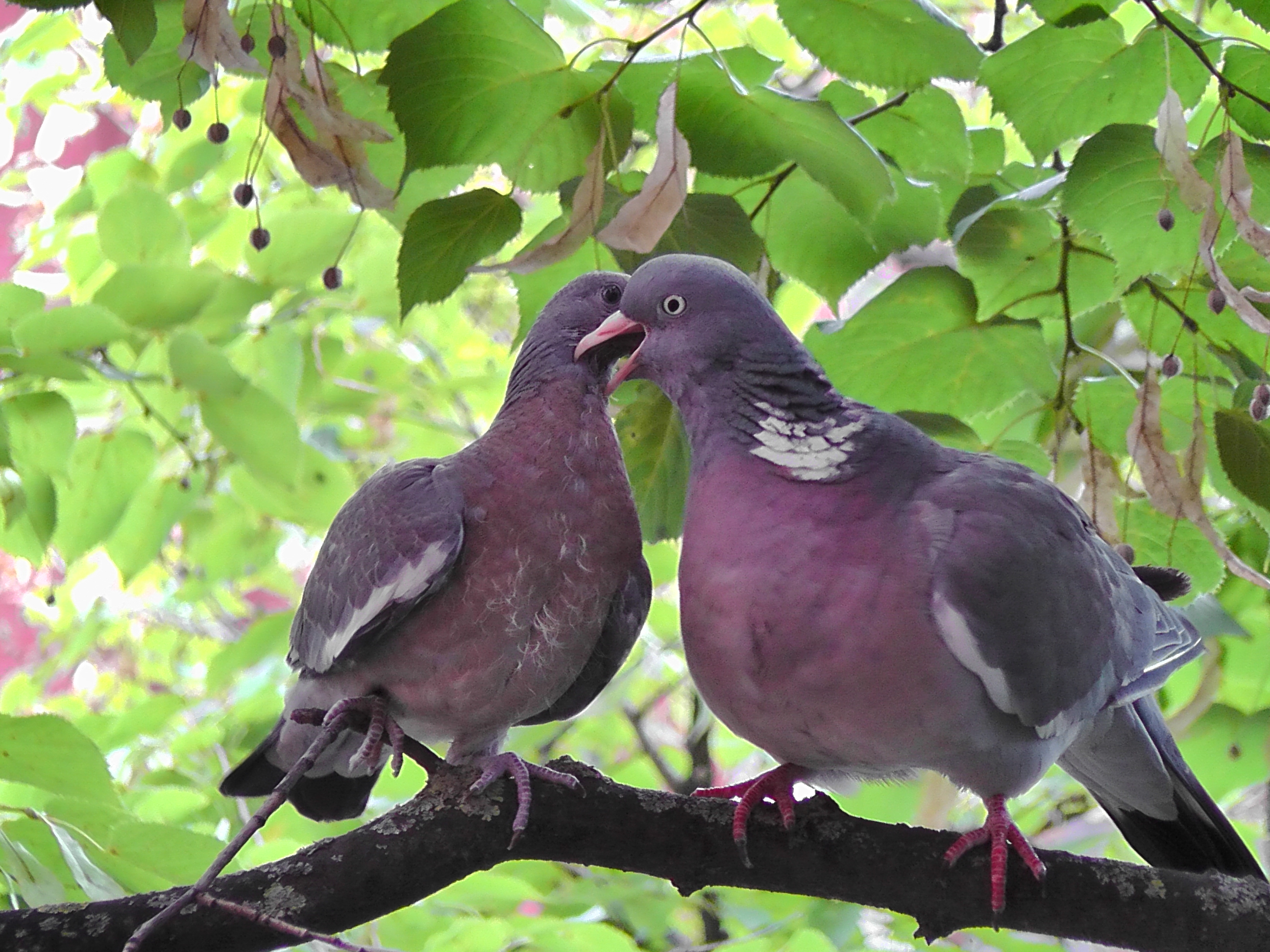
Los adultos alimentan a los pichones con leche de paloma.

Las torcaces, fuera de la época de cría, forman grandes bandadas que se alimentan y duermen juntas en las copas de los árboles. En las zonas rurales donde se caza es asustadiza y precavida, pero se vuelve confiada en las zonas donde no se las persigue. 

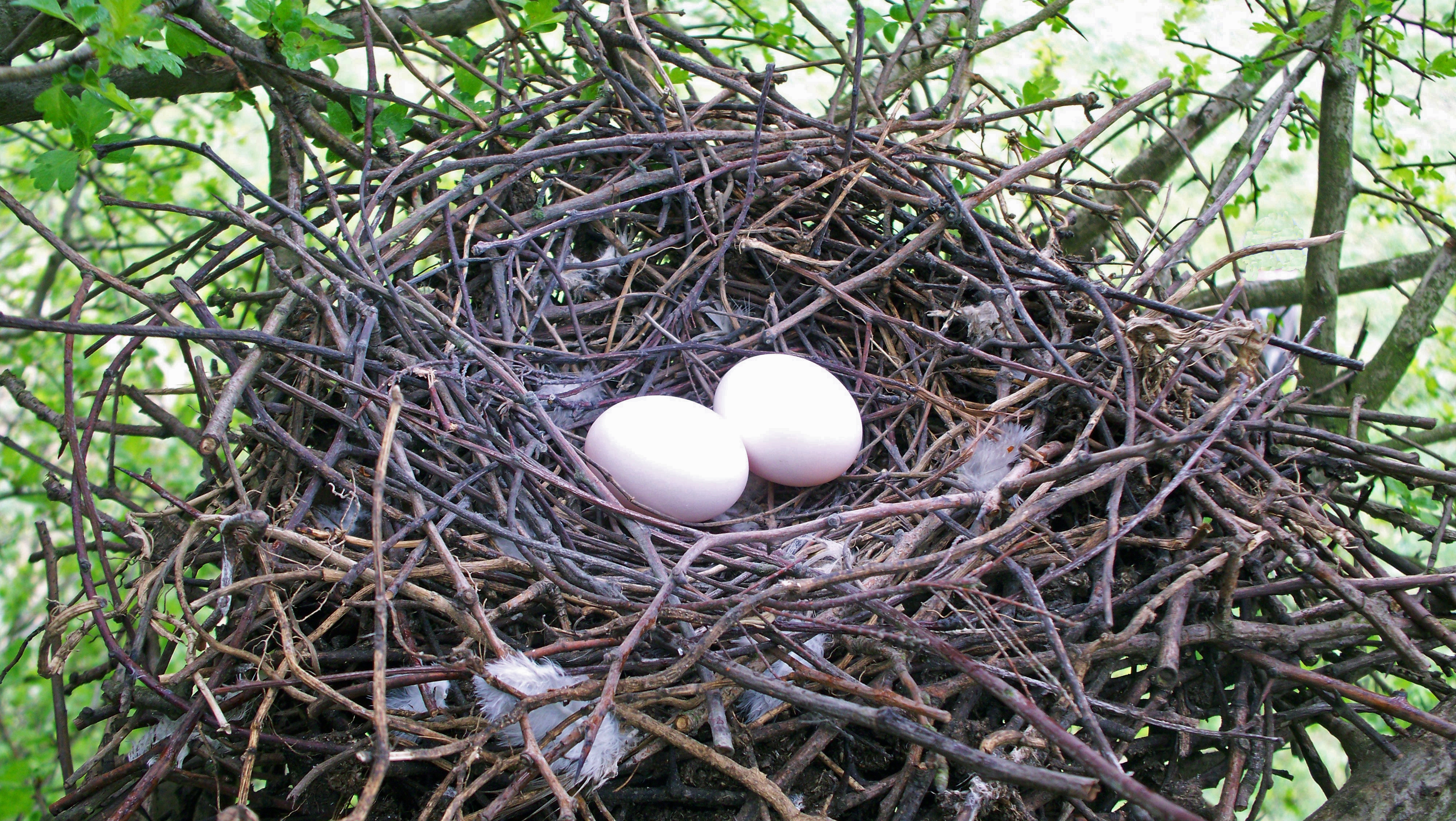
Nido de torcaz.

Se alimenta preferentemente de materia vegetal, como las hojas tiernas de los árboles y plantas herbáceas como las pertenecientes a Caryophyllaceae, Asteraceae y Cruciferae, brotes de árboles, hierba, semillas y amentos, con preferencia por las gramíneas y los piñones, y también consumen diversos frutos, que recolectan en bosques abiertos y pastizales. En otoño prefieren las bellotas y los higos, y en invierno se mantienen con los brotes de los árboles y las semillas. Además complementan su dieta con larvas y crisálidas de hormiga, y otros insectos y arácnidos blandos, etc. y otros invertebrados como las lombrices. Necesitan aguas tranquilas para beber y bañarse.  
A partir de marzo puede verse el característico vuelo amoroso del macho, dando sonoros aletazos en su vuelo en parábola ascendente, que interrumpe para dejarse caer con sus alas alzadas y terminar planeando, y se muestra agresivo con el resto de machos. Cría de abril a agosto. En la época de cría se vuelven más oscuras, especialmente la cabeza. Anida en las ramas de los árboles, donde construye un nido con ramitas secas de aspecto frágil. Generalmente realiza dos puestas de dos huevos blancos. La incubación dura entre los diecisiete y los diecinueve días. Las palomas torcaces anidan preferentemente en los árboles cercanos a los ríos y caminos. Sus nidos son vulnerables al ataque de los córvidos, especialmente las puestas tempranas cuando el follaje de los árboles todavía no es espeso. Sus pichones son alimentados por su progenitores con la denominada leche de paloma, un fluido muy alimenticio producido en el buche. Los pichones generalmente vuelan a los treinta y tres o treinta y cuatro días.